# Centre d'opérations et de renseignement de la gendarmerie
Le centre d'opérations et de renseignement de la gendarmerie (en abrégé : CORG) est une unité spécialisée de la Gendarmerie nationale française.

## Généralités
Créé en 1990, le centre d'opérations et de renseignement de la gendarmerie exerce ses missions au niveau du groupement de gendarmerie, c'est-à-dire sur un département. Il a pour rôle principal l'accueil, 24 heures sur 24, des appels téléphoniques au numéro d'appel d'urgence 17, le renvoi d'appels vers les unités de gendarmerie départementale et la coordination opérationnelle des interventions, sur ordre des officiers de permanence, afin d'engager les moyens humains et matériels nécessaires au bon déroulement de l'intervention[réf. souhaitée].